# Giuseppe Biancheri
Giuseppe Biancheri (Ventimiglia, 2 dicembre 1821 – Torino, 28 ottobre 1908) è stato un politico italiano.
È stato il presidente della Camera dei deputati rimasto in carica più a lungo in assoluto nella storia dell'Italia unita, avendo ricoperto a più riprese l'incarico per oltre diciott'anni, dal 1870 al 1907.

## Biografia
Nato nel 1821 a Ventimiglia da Andrea, di famiglia borghese, e da Caterina Isnardi di Loano (SV), studia nel Principato di Monaco. Terminati gli studi s'iscrive alla facoltà di giurisprudenza dell'Università di Torino, dove si laurea nel 1846. Nel 1853 si candidò nel collegio di Sanremo e fu eletto deputato. 
Nel Parlamento subalbino sostenne Urbano Rattazzi, si oppose a Cavour e si oppose alla Guerra di Crimea, ma non alla cessione di Nizza alla Francia, infatti propose solo rettifiche al confine. Inoltre propose la costruzione di una ferrovia tra Ventimiglia e Cuneo, inizialmente proposta attraverso la valle Argentina, Biancheri propose il passaggio attraverso la val Roia e progettò il tratto da Ventimiglia a Breil-sur-Roya (Breglio) dell'odierna ferrovia del Tenda.

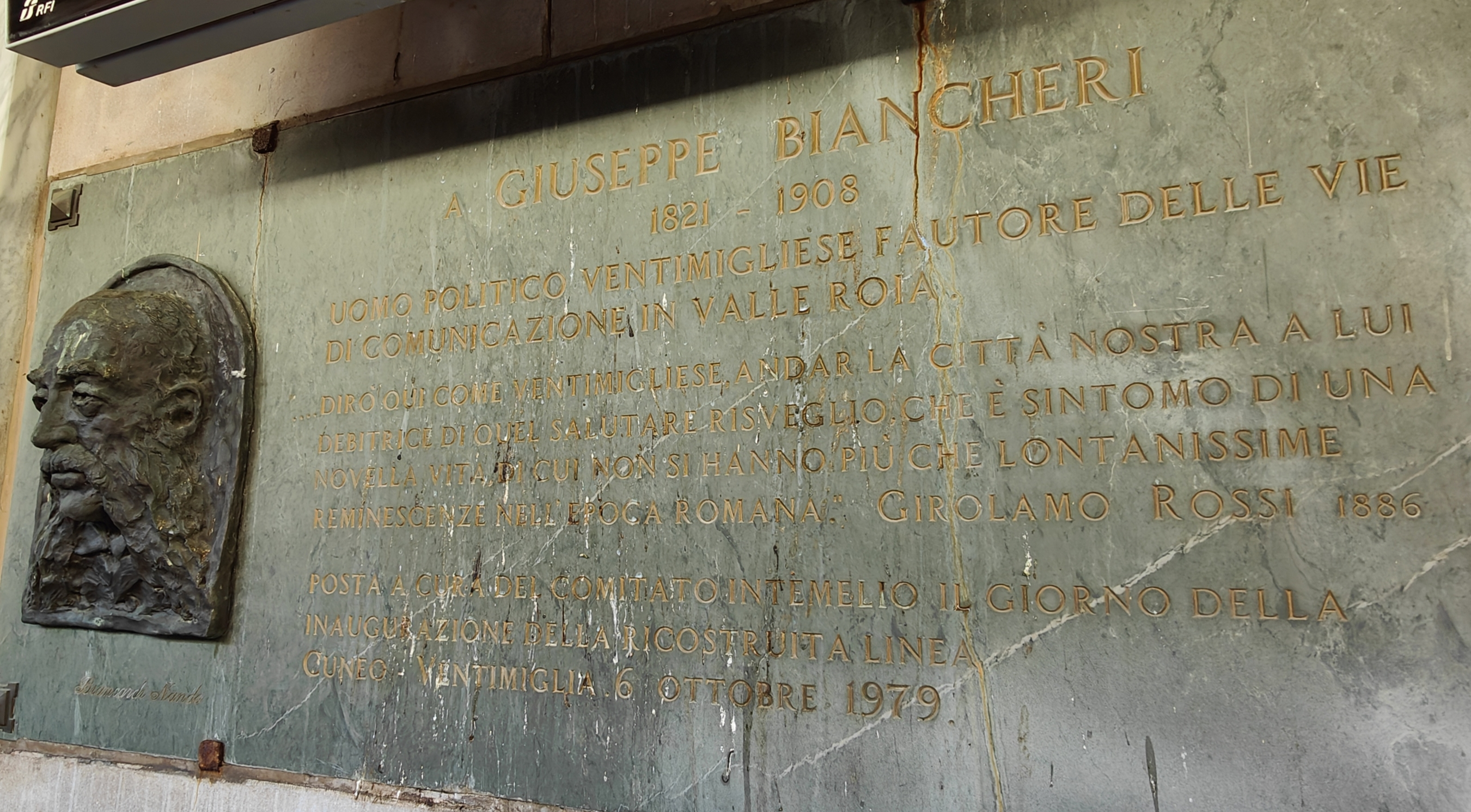
Targa posta nella Stazione di Ventimiglia dedicata a Giuseppe Biancheri posta dal Comitato Intemelio il giorno della ricostruzione della linea Cuneo-Ventimiglia il 6 ottobre 1979

Nel 1864 fu scelto come componente della commissione d'inchiesta sulle Ferrovie Meridionali Sarde.
Esponente della Destra storica fu deputato nella V, VI e VII legislatura del Regno di Sardegna. Fu poi eletto ininterrottamente alla Camera dei deputati del Regno d'Italia. Nel 1867, nel II governo Ricasoli, fu ministro della Marina. È stato per dieci mandati Presidente della Camera dei Deputati del Regno d'Italia tra 1870 e 1907, e precisamente: 1870-76, 1884-92, 1894-95, 1898 (tra gennaio e luglio), 1902-04 e infine tra 1906 e 1907, quando ebbe a successore il radicale Marcora. Fu un fiero difensore delle prerogative parlamentari. Biancheri ha presieduto l'aula di Montecitorio per il periodo più lungo della storia d'Italia, un totale di diciotto anni. Morì a Torino nel 1908 a 86 anni. 
A Giuseppe Biancheri è stata dedicata una scuola media a Ventimiglia, una via a Genova nel quartiere di Sestri Ponente e la piazza principale di Breil-sur-Roya. Anche la piazza di Limonetto (CN) gli è dedicata.